# Rathaus Boussy-Saint-Antoine

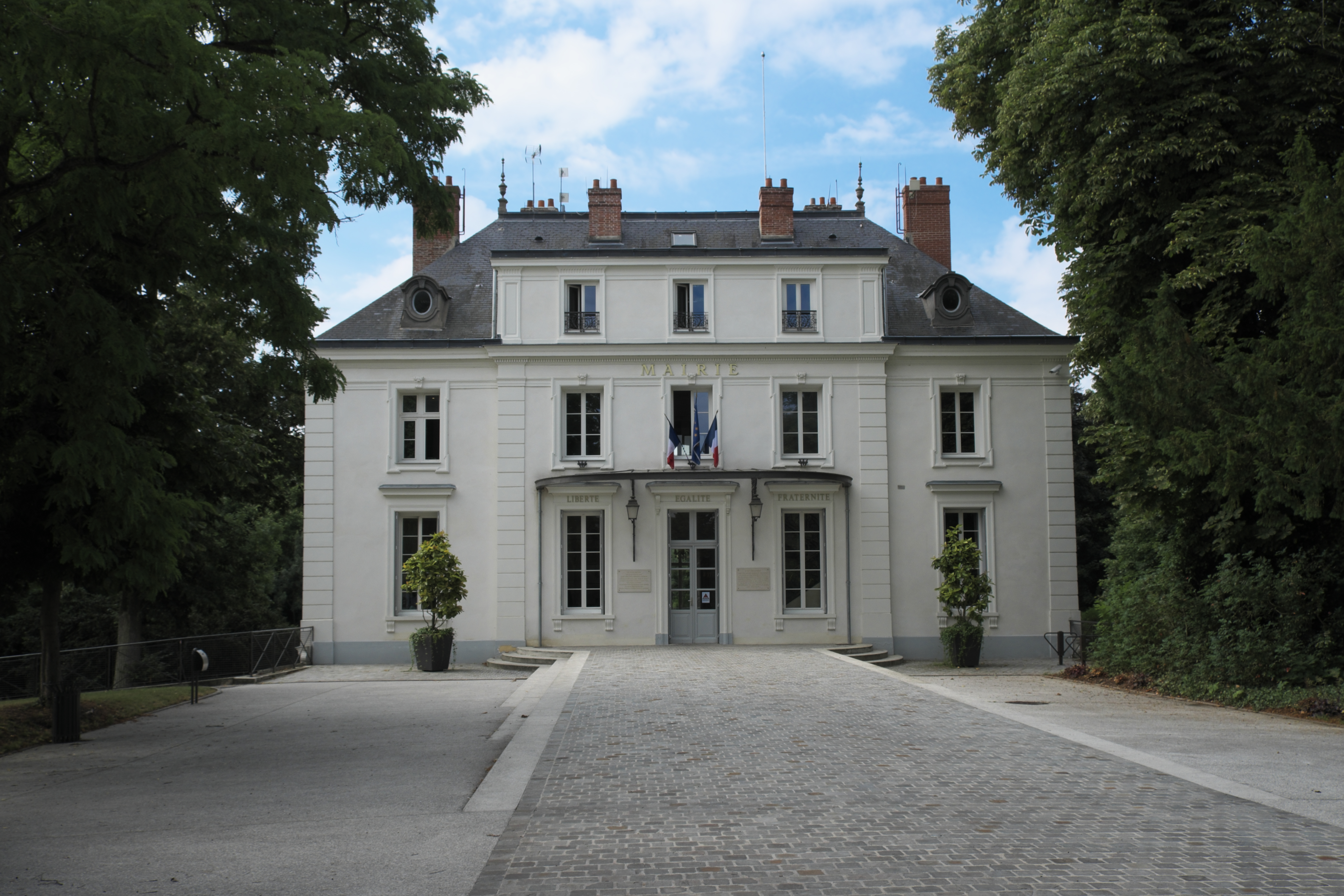
Rathaus in Boussy-Saint-Antoine

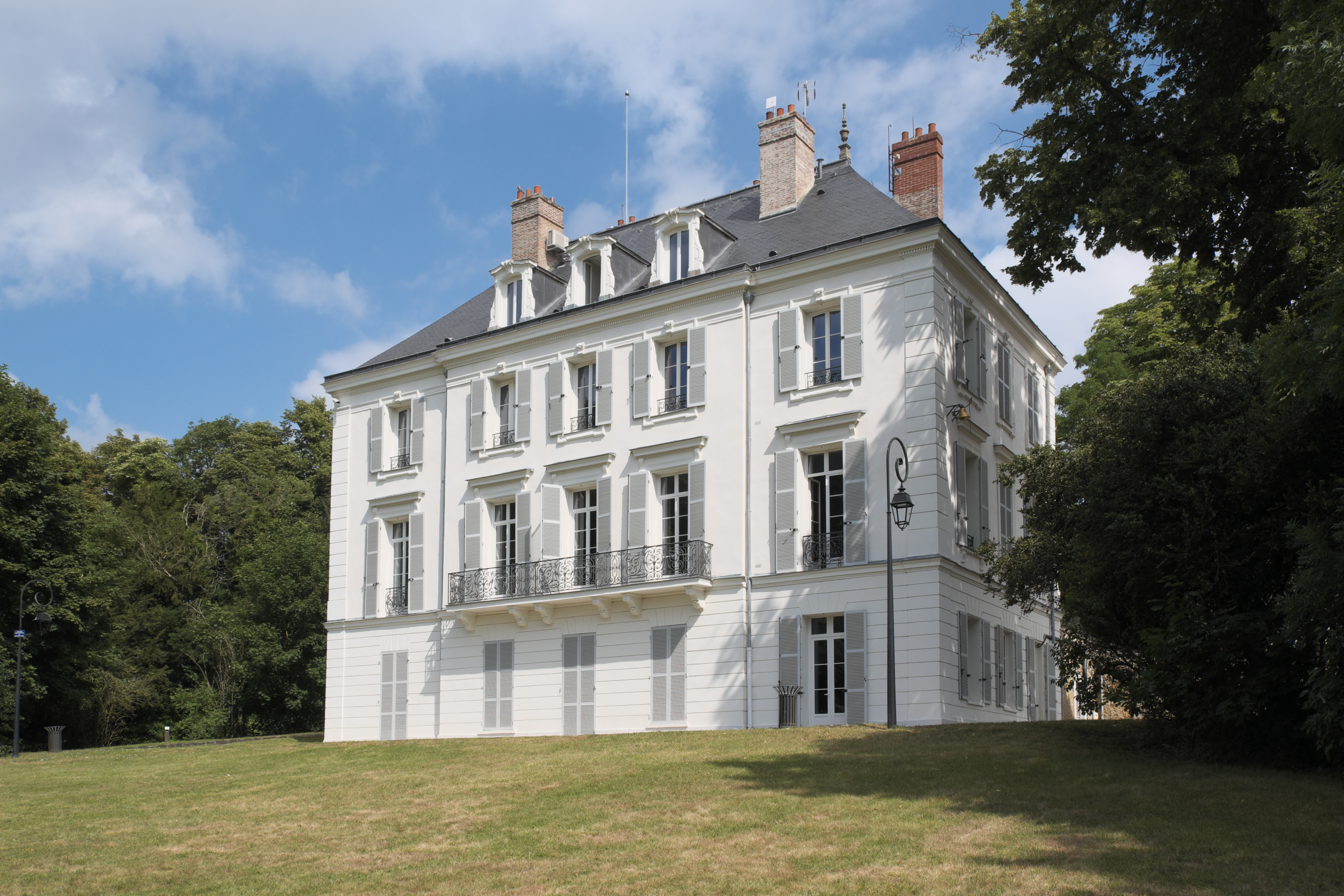
Parkseite

Das Rathaus (französisch Mairie) in Boussy-Saint-Antoine, einer französischen Gemeinde im Département Essonne in der Region Île-de-France, wurde 1860 errichtet. Das Rathaus an der Place des Droits-de-l'Homme Nr. 9 wurde ursprünglich als Wohnhaus für die Familie Prudhomme-Petit erbaut. Es ist das Geburtshaus des Malers André Dunoyer de Segonzac (1884–1974), einem Urenkel des Erbauers.  
Die Gemeindeverwaltung von Boussy-Saint-Antoine wurde 1970 im Gebäude eingerichtet.
Das zweigeschossige Gebäude mit vier zu zwei Fensterachsen wird von einem englischen Park umgeben.